# Ван дер Бург, Камерон
Камерон ван дер Бург (африк. Cameron van der Burgh; род. 25 мая 1988 года, Претория, ЮАР) — южноафриканский пловец, олимпийский чемпион 2012 года на дистанции 100 метров брассом, 6-кратный чемпион мира (дважды в 50-метровом бассейне и четыре раза в 25-метровом), многократный победитель Игр Содружества и Африканских игр. Рекордсмен мира на дистанциях 50 и 100 метров брассом в 25-метровом бассейне с ноября 2008 года.
Всего за карьеру выиграли 16 медалей чемпионатов мира на дистанциях 50 и 100 метров брассом, а также две олимпийские медали на дистанции 100 метров брассом.

## Спортивная карьера
Ван дер Бург представлял ЮАР на Олимпийских играх 2008 года в Пекине и 2012 года в Лондоне. В Пекине он занял десятое место в полуфинале стометровки брассом, не квалифицировавшись в финал. Четыре года спустя в британской столице Камерон стал чемпионом на той же дистанции 100 метров брассом, установив новый мировой рекорд и выиграв первую в истории южноафриканского плавания индивидуальную золотую олимпийскую медаль. Он также является обладателем множества медалей чемпионатов мира как в коротком, так и в длинном бассейне, начиная с 2007 года — года своего первого появления на крупных международных соревнованиях. 

## Личная жизнь
В 2018 году женился на Нефели Валакелис. 4 сентября 2020 года у пары родился сын Гарри Дэвид ван дер Бург.

## Рекорды
| Рекорды мира (4)        | Рекорды мира (4)             | Рекорды мира (4) | Рекорды мира (4)                 | Рекорды мира (4) |
| ----------------------- | ---------------------------- | ---------------- | -------------------------------- | ---------------- |
| ← Ван дер Бург, Камерон | 50 м, брасс (длинная вода)   | 26,67            | 29 июля 2009 — 22 августа 2014   | → Адам Пити      |
| ← Олег Лисогор          | 50 м, брасс (короткая вода)  | 25,25            | 8 ноября 2008 — настоящее время  | действует        |
| ← Брентон Рикард        | 100 м, брасс (длинная вода)  | 58,46            | 29 июля 2012 — 17 апреля 2015    | → Адам Пити      |
| ← Эд Мозес              | 100 м, брасс (короткая вода) | 55,61            | 15 ноября 2009 — настоящее время | действует        |